# Saint-Cyr-la-Rivière
Saint-Cyr-la-Rivière  [sɛ̃ siʁ la ʁiviɛʁ] je francouzská obec v departementu Essonne v regionu Île-de-France.

## Poloha
Saint-Cyr-la-Rivière se nachází asi 57 km jihozápadně od Paříže. Obklopují ji obce Saclas od západu na sever, Boissy-la-Rivière na severovýchodě, Fontaine-la-Rivière a Abbéville-la-Rivière na východě, Arrancourt na jihovýchodě, Estouches na jihu a Méréville na jihozápadě.